# درمكول
درمكول، هي بحيرة المياه العذبة مصطنعة في جنوب مقاطعة بدخشان الجبلية ذاتية الحكم في شرق طاجيكستان. حددت جمعية الطيور العالمية مساحة 380 كم2 من البحيرة ومحيطها على أنها منطقة هامة لحفظ الطيور(IBA).

## الوصف
تقع درمكول حوالي 75 كم شرق عاصمة المقاطعة خاروغ، في الجزء الشمالي من سلسلة جبال شوجنانسكي في جبال بامير. تتمتع المنطقة بمناخ شبه جاف. ترتفع البحيرة بـ 3345 متر فوق مستوى سطح البحر وتشكلت عن طريق سد نهر دومدارا، أحد روافد نهر شهدارا، الذي تغذيه المياه الذائبة من الأنهار الجليدية في سلسلة جبال روشان. يبلغ طولها 3.5 كم وعرضها 200-300 متر وبعمق أقصى يصل إلى 45 مترًا. تحتوي على نباتات مائية مغمورة.

## الطيور

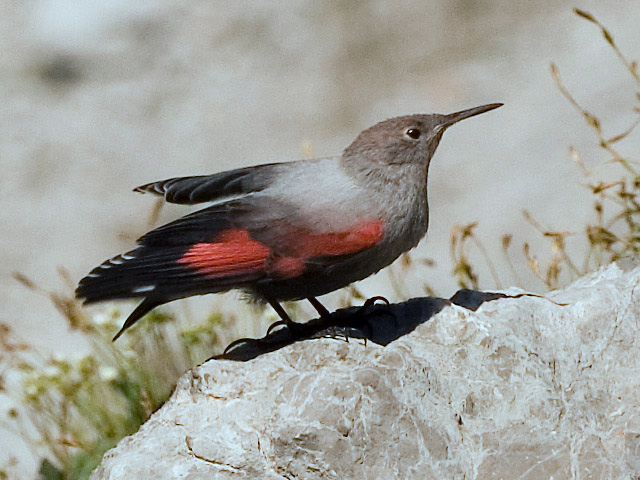
يتكاثر ما يقدر بـ 12-16 زوجًا من طيور الداب في المنطقة الهامة لحفظ الطيور.

الموقع مؤهل بعده منطقة هامة لحفظ الطيور(IBA) لأن البحيرة وضواحيها تدعم أعدادًا كبيرة من مجموعات أنواع الطيور المختلفة، إما كمقيمين أو متكاثرين أو عابرين.
الموقع مؤهل بعده منطقة هامة لحفظ الطيور(IBA) لأن البحيرة وضواحيها تدعم أعدادًا كبيرة من مجموعات أنواع الطيور المختلفة، إما كمقيمين أو متكاثرين أو عابرين. وتشمل هذه المجموعات: قوقل الهيمالايا، بط أبو فروة، البلقشة الشائعة، صقور الغزال، نسور الهيمالايا، الإيبيبيل، حمام الثلج، زمت أصفر المنقار ، قبرة هيوم،الطيور المغردة كبريتية البطن ، طيور الداب، عندليب الهيمالايا، حميراء بيضاء الجناح، جزم الثلج أبيض الجناح، عصفور الشوك الصنوبري، عصافير الشوك المخططة، عصافير الشوك البنية ، جشنة الماء، عصافير سهل الجبال، عصافير الجبال سوداء الرأس ،العصافير القرمزية المجنحة، جزم أحمر الغطاء، جزم قوقازي كبيرة وجزم أحمر الوجه.